# Sean Chen
Sean Chen (chiń. upr. 陈冲; chiń. trad. 陳冲; pinyin Chén Chōng; ur. 13 października 1949), tajwański polityk i ekonomista, wicepremier Republiki Chińskiej w latach 2010–2012. Premier Republiki Chińskiej od 6 lutego 2012 do 18 lutego 2013.

## Życiorys
Sean Chen urodził się w 1949. W 1971 ukończył prawo (studia licencjackie) na Narodowym Uniwersytecie Tajwańskim, na którym dwa lata później ukończył też studia LLM. W latach 1978–1979 był stypendystą na Uniwersytecie Johanna Wolfganga Goethego we Frankfurcie nad Menem.
W latach 1975–1984 pracował w bankach TaipeiBank oraz Farmers Bank of China. Od 1984 do 1989 wchodził w skład kierownictwa drugiego z nich. W 1989 rozpoczął trwającą do 2002 pracę w Ministerstwie Finansów. Początkowo pełnił funkcję zastępcy dyrektora generalnego w Biurze Spraw Walutowych (1989-1994), następnie dyrektora generalnego w Departamencie Ubezpieczeń (1994-1995) oraz dyrektora generalnego w Biurze Spraw Walutowych (1995-1998). W latach 1998–2002 zajmował stanowisko wiceministra finansów.
Od 2002 do 2004 był prezesem tajwańskiej giełdy papierów wartościowych, a w latach 2004–2007 prezesem banku Taiwan Cooperative Bank. W latach 2007–2008 stał na czele korporacji KGI Securities Company Limited, w 2008 na czele holdingu SinoPac Holdings. Od 2008 do 2010 pełnił funkcję ministra w Komisji Nadzoru Finansowego. 17 maja 2010 objął stanowisko wicepremiera w rządzie Wu Den-yih.
31 stycznia 2012, po wygranych wyborach, prezydent Ma Ying-jeou desygnował go na stanowisko nowego szefa rządu. Tego samego dnia Chen przedstawił skład gabinetu, który został zaprzysiężony 6 lutego 2012. Na stanowisku premiera zastąpił Wu Den-yih, który 20 maja 2012 objął urząd wiceprezydenta.
W styczniu 2013 roku złożył urząd premiera ze względu na problemy zdrowotne. 18 lutego 2013 zastąpił go na tym stanowisku Jiang Yi-huah.